# La Fille de l'air
Pour plus de détails, voir Fiche technique et Distribution.
La Fille de l'air est un film français réalisé par Maroun Bagdadi, sorti en 1992. Il s'inspire de l'évasion de Michel Vaujour de la prison de la Santé à bord d'un hélicoptère piloté par son épouse, Nadine Vaujour, opération baptisée « La fille de l'air ».

## Fiche technique
- Titre français : La Fille de l'air
- Réalisation : Maroun Bagdadi
- Scénario : Maroun Bagdadi,Dan Frank, Florence Quentin et Nadine Vaujour
- Photographie : Thierry Arbogast
- Montage : Luc Barnier
- Musique : Gabriel Yared
- Production : Jean-Claude Fleury
- Pays d'origine :  France
- Format : couleurs
- Genre : drame
- Durée : 103 minutes
- Date de sortie : 1992

## Distribution
- Béatrice Dalle : Brigitte
- Thierry Fortineau : Daniel
- Hippolyte Girardot : Philippe
- Roland Bertin : Maître Lefort
- Jean-Claude Dreyfus : Marcel
- Jean-Paul Roussillon : Raymond
- Catherine Jacob : Rose
- Liliane Rovère : La mère
- Louise-Laure Mariani : Celine
- Arno Chevrier : Micky
- Elizabeth Macocco : Garde
- Isabelle Candelier : Jacqueline
- Farida Rahouadj : Phildar
- Marina Golovine : Caro
- Mina Pavicevic : Selina
- Catherine Bidaut : Nicole
- Gilles Gaston-Dreyfus : Manager
- Delphine Rich : Magistrate
- Rachel Salik : Magistrate
- Maurice Bernart : Super-intendant
- Foued Nassah : Policier
- Jean-Marc Roulot : Assistant du maire
- Patrick Aurignac : Antoine
- André Chaumeau : Magistrat
- Marie-Dominique Dessez
- Annie Jouzier
- Delphine Quentin

## Production
Dans la première moitié des années 1990, le scénario, déjà écrit, est proposé à la réalisatrice Claire Denis qui refuse de réaliser le film, ne pouvant s'investir suffisamment dans un scénario écrit par d'autres.